# Савлепов Антон Олегович
Анто́н Оле́гович Савле́пов (нар. 14 червня 1988; Ківшарівка, Харківська область, УРСР) — український музикант, колишній соліст гурту «Quest Pistols», учасник гурту «Агонь».

## Біографія
У шість років почав займатися бальними танцями. Згодом зайнявся брейкдансом, через який познайомився із танцюристом Микитою Горюком — майбутнім учасником гурту «Quest Pistols».
Через місяць після вступу до університету отримав пропозицію від Юрія Бардаша, який на той момент був хореографом та керівником балету «Quest», стати танцюристом свого колективу. Балет мав власну шоу-програму, займався підтримкою артистів, виступав на заходах. Юрій Бардаш згадував, що Савлепов був дуже перспективним танцюристом.
Як учасник балету Савлепов знявся у своєму першому в житті кліпі (на пісню «Limbo» Євгенії Власової та Ендрю Дональдса). У той час Савлепов мав яскраву характерну зовнішність — дреди та нафарбовані очі. Був хореографом номерів учасників телепроєкту «Шанс». Пізніше виступив як учасник проєкту в ролі співака в день 1 квітня, це поклало початок його музичній кар'єрі у складі гурту «Quest Pistols».
Оскільки популярність балету «Quest» зростала, Юрій Бардаш запропонував перетворити колектив на музичний гурт. 2007 року було засновано тріо «Quest Pistols», до якого увійшли Савлепов та Горюк. Популярність до гурту прийшла із першою ж піснею «Я устал». Початково, коли співочого репертуару бракувало, а гурт уже запрошували на концерти, «Quest Pistols» виконували півгодинну танцювальну шоу-програму, а потім три власні пісні. За перші ж два роки існування гурт двічі здійснив тур Україною, а далі поступово почав пересуватися до Росії.
2013 року випустив сольний альбом під ім'ям Zorko. Під цим ім'ям Савлепов також знімав кулінарний відеоблог, у якому пропагував вегетаріанство, та випускав одяг однойменного бренду.
На початку 2016 року Савлепов покинув гурт «Quest Pistols Show» (колишній «Quest Pistols»). Невдовзі колишні учасники гурту Quest Pistols утворили новий гурт «Агонь», до якого увійшов Савлепов.
2016 року став членом журі сьомого сезону талант-шоу «X-Фактор».
На початку 2022 року оголосив про початок сольного музичного проєкту SAVLEPOV. 
«Я готуюся до важливого для мене нового старту. Бажаю, щоб люди розділили зі мною ті натхнення та азарт, які наповнюють мене у роботі над сольним проектом. Нова музика, новий стиль, все те ж кохання. SAVLEPOV 2022», — розказав Антон.

## Родина
У липні 2021 року одружився з російською акторкою Іриною Горбачовою.
У квітні 2023 стало відомо, що пара розійшлася і вже більше півроку не спілкується на фоні повномасштабного вторгнення РФ в Україну .

## Інше
Займається йогою, є вегетаріанцем, цікавиться езотерикою.
Має великі татуювання на руках, грудях та спині, однак вважає більшість із них помилкою та намагався їх вивести.